# Cyclefly
Cyclefly est un groupe de rock alternatif franco-irlandais formé en 1995 à Cork, ayant été dissout en 2003. Initialement formé sous le nom de Dogabone, le groupe s'est surtout fait connaître en ayant composé la chanson Karma Killer en collaboration avec Chester Bennington, chanteur principal du groupe de nu metal américain Linkin Park.

## Membres

### Membres principaux
- Declan O'Shea – chant, paroles (également membre fondateur du groupe Mako DC[1])
- Ciarán O'Shea – guitare solo, paroles
- Christian Montagne – guitare basse (également membre fondateur du groupe Mako DC[1])
- NoNo Presta – guitare

- Jean-Michel Cavallo – batterie

## Discographie

### Albums et EP
- Cyclefly EP (Démos, 1998)
- Generation Sap (Album, 1999)
- Crave (Album, 2002)

### Singles
- Crawl Down (Single promotionnel, 1998)
- Violet High (Single, 1999)
- Supergod (Single, 1999)
- No Stress (Single, 2002)